# 경상북도의 유형문화재
경상북도의 유형문화재는 시도유형문화재 중에서 경상북도 내에 있는 문화재를 의미한다.

## 지정 목록
- 제1호 ~ 제100호
- 제101호 ~ 제200호
- 제201호 ~ 제300호
- 제301호 ~ 제400호
- 제401호 ~ 제500호
- 제501호 ~ 제600호

## 참고 자료
- 경북도보